# ثافارايا
بلدية فحص الرَّعيَّة أو (نقحرة: ثافارايا) (بالإسبانية: Zafarraya) هي بلدية تقع في مقاطعة غرناطة التابعة لمنطقة أندلوسيا جنوب إسبانيا.

## الديموغرافيا
بلغ عدد سكان بلدية فحص الرَّعيَّة 2.167 نسمة عام 2011 (وفقاً للمعهد الوطني الإسباني للإحصاء).
| 2.227 | 2.194 | 2.230 | 2.200 | 2.165 | 2.112 | 2.167 |